# 于家窝堡乡
于家窝堡乡，是中华人民共和国辽宁省沈阳市新民市下辖的一个乡镇级行政单位。

## 行政区划
于家窝堡乡下辖以下地区：
于家窝堡村、老窝堡村、大巴屯村、小四台子村、大四台子村、大汉屯村和彰武台门村。